# غيرون (أين)
غيرون (بالفرنسية: Giron)‏ هي بلدية فرنسية تقع في إقليم الأين في فرنسا. رمز إنسي لها هو:1174. أما الرمز البريدي لها فهو: 1130.